# Groot koeienoog
Het grote koeienoog (Telekia speciosa) is een vaste plant die behoort tot de composietenfamilie (Compositae of Asteraceae). De plant komt van nature voor in Zuidoost-Europa, in het noorden van Turkije en in de Kaukasus op natte, voedselrijke grond langs beken en rivieren tot in hoogten van 300 tot 2400 meter.  In West- en Centraal-Europa is de plant ingevoerd en later verwilderd.
De plant wordt 100-150 (maximaal 200) cm hoog en heeft een wortelstok. De stengel is zacht behaard. De onderste bladeren zijn ongeveer 30 cm breed, gesteeld, hartvormig en ruw gezaagd, de bovenste zijn kleiner en ongesteeld.
Het grote koeienoog bloeit van juni tot augustus met 2-8 bloemen per stengel. De bloemen zijn met een doorsnede van 6-8 cm opvallend groot en grof. De krans heeft een goudgele en het hart een bruinachtig gele kleur. Later verkleurt het hart naar donkerbruin en de bloem lijkt dan op een koeienoog, waar Telekia speciosa haar naam aan heeft te danken. De vrucht is een vrijwel kaal nootje en zonder vruchtpluis.

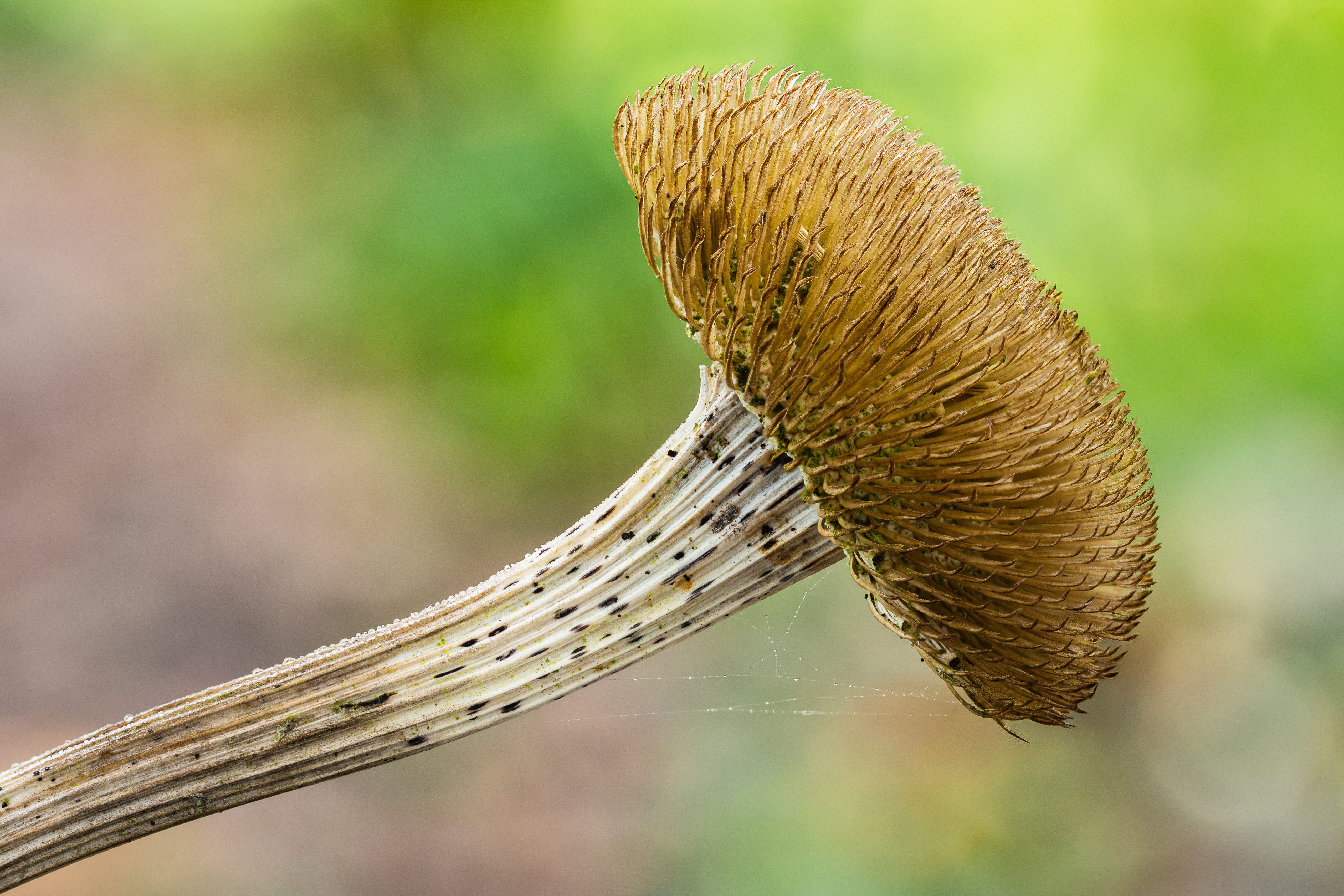
Zaaddoos van een Telekia speciosa.

Het grote koeienoog wordt vaak met de Griekse alant (Inula helenium) verwisseld.

## Namen in andere talen
De namen in andere talen kunnen vaak eenvoudig worden opgezocht met de interwiki-links.
- Duits: Große Telekie of Ochsenauge
- Engels: Yellow ox-eye
- Frans: Œil de bœuf